# Храпки
Храпки́ — деревня в Киржачском районе Владимирской области России. Входит в состав Першинского сельского поселения. Население 167 человек (2010 год).

## География
Деревня расположена в 11 км от центра города Киржач.

## История
Деревня Храпково (в дальнейшем — Храпки) упоминается в сотной выписи за 1562 год среди вотчин Киржачского монастыря.
В XIX — начале XX века входила в состав Лукьянцевской волости Покровского уезда Владимирской губернии.
В начале XIX столетия жители деревни занимаются ворсовым тканием шёлка, Храпки были одной из «шелковых» деревень вдоль дороги, ведущей из Москвы в Киржач.
14 июля 2012 года жители Храпков праздновали 450-летие деревни.

## Население
| 1859 | 1905 | 1926 | 1959 | 1970 | 1979 | 1983 |
| ---- | ---- | ---- | ---- | ---- | ---- | ---- |
| 202  | ↗422 | ↗480 | ↘389 | ↗399 | ↗450 | ↘295 |
| 2002 | 2006 | 2010 | 2021 |      |      |      |
| ↘201 | ↘174 | ↘170 | ↗271 |      |      |      |